# Khổng Thị Hằng
Khổng Thị Hằng (sinh ngày 10 tháng 10 năm 1993) là cầu thủ bóng đá chơi ở vị trí thủ môn cho Than Khoáng sản Việt Nam và đội tuyển Việt Nam.